# Вест-Индия
Вест-И́ндия (англ. West Indies, нидерл. West-Indië — «западная Индия» или «западные Индии») — историческое название островов Карибского моря, в том числе Карибских островов (см. список), Багамских островов и островов в прилегающих к ним водах Мексиканского залива и Атлантического океана (в том числе и некоторые континентальные острова — у побережья континента). Противопоставляется Ост-Индии («Восточной Индии») — странам Южной и Юго-Восточной Азии.

## Название
Название региону Вест-Индия дано первыми европейскими мореплавателями, ошибочно полагавшими, что они попали в Индию, двигаясь в западном направлении от Европы. Отсюда же пошло название коренных жителей Америки — индейцы.
Существует мнение, что правильно говорить «Вест-Индии» (англ. West-Indies, «Западные Индии»), так как Вест-Индии включают в себя испанскую Вест-Индию, португальскую, британскую, французскую и прочие Вест-Индии — зе́мли каждого государства Европы в этом регионе с конца XV века. Некоторые из этих Вест-Индий называют Антилами: например, англичане используют термин «Английская Вест-Индия», а французы говорят и «Французская Вест-Индия», и «Французские Антилы». Когда большинство европейских стран заняли зе́мли Нового континента, появился термин Вест-Индии. Таким образом, Вест-Индия и Вест-Индии в какой-то мере разные понятия. Первое понятие означает весь регион, а второе — политическо-экономические (торговые) образования в этом регионе. Однако, например, британская федерация, созданная в 1958 году, называлась уже исключительно West Indies, а не West India.

## География
Вест-Индия расположена между Южной и Северной Америками, между 10° и 28° северной широты и 59° и 85° западной долготы, от устья Ориноко до полуостровов Флорида и Юкатан. Большая советская энциклопедия относит Вест-Индию к Северной Америке, однако все острова, кроме Кубы, Ямайки, Хувентуда, Каймановых и Багамских, расположены ближе к берегам Южной Америки, чем к берегам Северной.
Вест-Индия состоит из нескольких групп островов, именно: из Больших Антильских островов, Малых Антильских островов и Багамского архипелага. Площадь всех островов равна 244 890 км² (Большие Антильские — 216 260, Малые Антильские — 14 095 и Багамские — 14 535). Все Антильские острова значительно возвышаются над уровнем моря. Багамские же острова образованы коралловыми рифами. Самые высокие горы находятся в западной части Гаити (Пик Дуарте, 3087 м), в восточной части Кубы (2375 м) и в северной части Ямайки (2341 м); восточные берега Малых Антильских островов покрыты равнинами; го́ры круто спускаются в долины. Многочисленные бухты островов представляют удобные гавани. Куба, Виргинские и Багамские острова окружены огромными коралловыми рифами, выступающими на поверхность моря и покрытыми пальмами. Многие острова (особенно Малые Антильские) носят следы вулканического происхождения.
На территории архипелага располагаются следующие государства и территории:
- Куба
- Доминиканская Республика
- Гаити
- Ямайка
- Пуэрто-Рико ( США)
- Багамские Острова
- Теркс и Кайкос ( Великобритания)
- Острова Кайман ( Великобритания)
- Навасса ( США)
- Виргинские Острова (США)
- Виргинские Острова (Великобритания)
- Ангилья ( Великобритания)
- Сен-Мартен ( Франция)
- Сен-Бартелеми ( Франция)
- Синт-Мартен ( Нидерланды)
- Синт-Эстатиус ( Нидерланды)
- Саба ( Нидерланды)
- Сент-Китс и Невис
- Антигуа и Барбуда
- Монтсеррат ( Великобритания)
- Гваделупа ( Франция)
- Доминика
- Мартиника ( Франция)
- Сент-Люсия
- Сент-Винсент и Гренадины
- Гренада
- Барбадос
- Тринидад и Тобаго
- Бонайре ( Нидерланды)
- Кюрасао ( Нидерланды)
- Аруба ( Нидерланды)
- Венесуэла (частично)

## Климат
Климат Вест-Индских островов довольно ровный. Жаркое и сырое время года, весна, начинается в мае; в середине месяца выпадает первый периодический дождь, повторяющийся затем ежедневно около полудня. После двух недель дождей начинается сухое тропическое лето. Жара несколько смягчается морскими прибрежными ветрами и восточными пассатами, дующими в продолжение целого года; однако, несмотря на сильную жару, климат — сырой, что способствует развитию здесь жёлтых лихорадок и других болезней, свойственных тропическим странам. Более чистый и здоровый воздух — в горах. В июле дожди сильнее, особенно на Больших Антильских островах, а на Малых больше всего дождей выпадает в августе и октябре; тогда же происходят большие разливы рек. С августа по октябрь бушуют ураганы, часто производящие сильные опустошения. С конца ноября начинается зима (сравнительно сухое время), продолжающаяся до мая — самое лучшее и приятное время года.

## Растительный и животный мир
Острова покрыты пышной американской растительностью; в низменностях произрастают тропические растения, в горах — европейские фруктовые деревья. Внутренние области больших островов заняты огромными луговыми пространствами (саваннами). Главное получаемое растительное богатство островов — продукты переработки технических культур; ваниль дико растёт в лесах Ямайки, агава — на Кубе и Багамских островах; на многих островах растут индиго, какао, кокосовые пальмы, табак, хлопчатник. На Ямайке культивируется хлебное дерево, завезённое с Таити. Из зерновых растений широко возделывается кукуруза, пшеница же — очень мало. Главные объекты экспорта — сахар и кофе. Сахарный тростник, растущий на Вест-Индских островах, был перевезён сюда с Канарских островов испанцами в XVI веке, а кофейное дерево — голландцами и французами из Аравии.
До прибытия европейцев на островах было очень мало туземных видов четвероногих животных: агути, пекари (мексиканская свинья), опоссум и породы небольших обезьян, но довольно много скорпионов, змей. По сей день в тихих водах живут кайманы, на Ямайке ведётся вылов черепах. Островные птицы отличаются блестящим оперением: попугаи, колибри. Все домашние животные перевезены из Европы для нужд сельского хозяйства, но теперь рогатый скот и лошади встречаются и в диком состоянии, подобно тому, как это происходит в саваннах Южной Америки.
Воды карибского бассейна полны жизни. Прибрежные коралловые рифы дают прибежище огромному количеству живых существ. Различные виды беспозвоночных, хрящевые и костные рыбы. Из крупных хищников здесь водятся различные виды акул, в том числе бычья акула, тигровая акула, шёлковая акула и карибская рифовая акула.

## История
Колумб в 1492 году открыл Багаму, Кубу, Гаити и Пуэрто-Рико; на этих островах, а также на Багамских и на Ямайке жили два различных племени, говоривших на разных языках: караибы — воинственное племя и араваки (arrowaks, Arawaks) — мирное. От караибов к концу XIX века осталось самое незначительное количество на берегах Южной Америки, куда их переселили испанцы.
Испанцы основали первые колонии на Кубе; с 1503 г. вся земля была разделена между европейцами, а туземцы обращены в рабство и в начале XVII века совсем вымерли. Со второй половины XVI века острова пришли в полный упадок: ни одно чужеземное европейское судно не могло перевозить товары, сами жители должны были вести торговлю только с Севильей, а с 1720 г. и с Кадисом; масса колонистов выселилась, все небольшие прибрежные города были разрушены с целью прекращения контрабандной торговли; с 1630 г. колонии подвергались грабежу флибустьеров, образовавших настоящее разбойничье государство. С образованием в Вест-Индии колоний других европейских держав (с XVII в. и в особенности с половины XVIII в.) вест-индские колонии начали снова процветать.
На конец XIX века все острова за исключением Гаити с соседними маленькими островами (77 254 км²) являлись колониями европейских государств.
Испанские колонии (самые большие — площадь — 128 148 км²):
- Куба
- Пуэрто-Рико

Британские колонии (34 499 км²):
- Ямайка и Каймановы острова — 11 443 км²
- Багамские острова — 14 535 км²
- Тринидад — 4544 км²
- Наветренные острова (Windward Islands), или Барбадос с островами Тобаго, Гренада, Сент-Винсент, Сент-Люсия — 2150 км²Доминика, 1780
- Подветренные острова (Leeward Islands), или губернаторство Антигуа (Antigua), с островом Антигуа и группой островов: Доминика, Монтсеррат (Montserrat), Сент-Кристофер, Невис, Ангилья (Anguilla) и Тортола (Tortolla), всего — 1827 км²

Французские Антилы или Французская Вест-Индия (Французские колонии) (2858 км²):
- большие острова Мартиники (988 км²)
- Гваделупа с соседними островами (1870 км²).

Нидерландские Антилы или Датч (Dutch — то есть Нидерландская) Вест-Индия (Нидерландские колонии) (1130,33 км²) состояли из островов Кюрасао, Синт-Эстатиус (Св. Евстахия) и Саба.
Датская Вест-Индия (Датские колонии) (359 км²) состояли из островов Св. Креста (Санта-Крус), Св. Иоанна (Сент-Джон) и Св. Фомы (Сент-Томас). Позднее отошли к США.
С 1784 по 1878 гг. существовала шведская колония на о. Сен-Бартельми (21 км²).
Чернокожее население появилось на островах со времени ввоза сюда африканских рабов (около 1511 г.). В британских колониях рабство было уничтожено с 1834 г., на Гаити рабство прекратилось со времени восстания негров в конце XVIII в., в датских колониях — с 1847 года, во французских — с 1848 года, затем — в голландских и испанских колониях.

## Население и политическая система
В настоящее время бо́льшую часть Вест-Индии занимают независимые государства. Но некоторые острова остаются владениями европейских стран (например, Мартиника и Гваделупа — владения Франции).
В большей части стран Карибского бассейна значительную долю населения составляют потомки африканских рабов, либо же они составляют большинство. Языки, на которых говорят на островах Карибского бассейна, включают английский, французский, нидерландский, испанский и креольские диалекты, в которых сочетаются элементы европейских и африканских языков.
Бывшие британские карибские колонии входят в Содружество наций. Среди них есть конституционные монархии, где главой государства считается монарх Великобритании (королевства Содружества).
Помощь странам Карибского бассейна активно оказывает Великобритания в рамках Содружества. В 1999 году был учреждён карибский форум. Он дал старт нескольким программам, среди которых — создание Общекарибского департамента внутренних инвестиций. В настоящее время Великобритания  поддерживает тесные связи со странами региона, которым представляется финансовая помощь, в том числе для борьбы с наркотрафиком и эпидемиями.
Почти все карибские страны входят в Карибское сообщество, многие из них также входят в Организацию Восточно-карибских государств.

## Экономика
Самый большой ВВП среди стран Карибского бассейна имеет Доминиканская Республика. Она является вторым по величине производителем и экспортёром сахарного тростника в Карибском бассейне, а также экспортирует бананы и сигары. 
Тринидад и Тобаго стал самой богатой страной Карибского региона благодаря доходам от экспорта нефти и газа. Ямайка является одним из ведущих мировых производителей бокситов.
Важную роль в экономике карибских стран играет туризм. Также многие из них зарабатывают на том, что являются офшорными юрисдикциями.

## Продолжительность жизни
Ожидаемая продолжительность жизни в некоторых странах Вест-Индии в 2023 году, согласно оценке Группы Всемирного банка:
| Страны и территории                 | 2023  | 2023  | 2023  | 2023 | Исторические данные | Исторические данные | Исторические данные | Исторические данные | Исторические данные | Исторические данные | Исторические данные | Исторические данные | Исторические данные | Исторические данные | Исторические данные | Эффект COVID-19 | Эффект COVID-19 |
| Страны и территории                 | Общая | М     | Ж     | ЖΔМ  | 2014                | 2014 →2019          | 2019                | 2019 →2020          | 2020                | 2020 →2021          | 2021                | 2021 →2022          | 2022                | 2022 →2023          | 2023                | 2019 →2023      | 2014 →2023      |
| ----------------------------------- | ----- | ----- | ----- | ---- | ------------------- | ------------------- | ------------------- | ------------------- | ------------------- | ------------------- | ------------------- | ------------------- | ------------------- | ------------------- | ------------------- | --------------- | --------------- |
| Пуэрто-Рико                         | 81,69 | 78,03 | 85,24 | 7,21 | 80,04               | 1,40                | 81,44               | −1,43               | 80,01               | −0,24               | 79,77               | −0,34               | 79,43               | 2,26                | 81,69               | 0,25            | 1,65            |
| Виргинские Острова (США)            | 80,52 | 77,30 | 83,90 | 6,60 | 78,87               | 0,80                | 79,67               | 0,15                | 79,82               | 0,25                | 80,07               | 0,25                | 80,32               | 0,20                | 80,52               | 0,85            | 1,65            |
| Острова Кайман                      | 80,36 | 77,98 | 82,87 | 4,89 | 77,86               | 1,19                | 79,05               | 0,18                | 79,23               | 0,07                | 79,30               | 0,68                | 79,98               | 0,37                | 80,36               | 1,31            | 2,49            |
| Сен-Мартен                          | 80,22 | 76,77 | 83,84 | 7,07 | 79,73               | 0,35                | 80,08               | 0,01                | 80,08               | 0,12                | 80,21               | 0,03                | 80,24               | −0,01               | 80,22               | 0,15            | 0,50            |
| Куба                                | 78,08 | 75,67 | 80,52 | 4,85 | 77,83               | −0,41               | 77,41               | −0,01               | 77,41               | −4,21               | 73,20               | 4,43                | 77,63               | 0,46                | 78,08               | 0,67            | 0,26            |
| Теркс и Кайкос                      | 78,01 | 75,83 | 80,30 | 4,47 | 77,21               | 0,48                | 77,69               | −0,19               | 77,50               | −0,27               | 77,23               | 0,68                | 77,92               | 0,09                | 78,01               | 0,32            | 0,80            |
| Антигуа и Барбуда                   | 77,60 | 74,55 | 80,29 | 5,74 | 76,91               | 0,26                | 77,17               | −0,01               | 77,16               | 0,04                | 77,20               | 0,29                | 77,48               | 0,11                | 77,60               | 0,43            | 0,69            |
| Виргинские Острова (Великобритания) | 77,28 | 74,53 | 80,05 | 5,52 | 76,53               | 0,32                | 76,84               | 0,05                | 76,89               | −1,60               | 75,30               | 1,88                | 77,18               | 0,10                | 77,28               | 0,43            | 0,75            |
| Кюрасао                             | 76,80 | 72,46 | 80,82 | 8,37 | 76,38               | 0,11                | 76,49               | 0,01                | 76,50               | −0,81               | 75,69               | 1,04                | 76,73               | 0,07                | 76,80               | 0,31            | 0,42            |
| Синт-Мартен                         | 76,37 | 73,70 | 79,53 | 5,83 | 75,73               | −0,05               | 75,68               | −0,68               | 75,00               | −0,50               | 74,50               | 1,68                | 76,18               | 0,19                | 76,37               | 0,69            | 0,64            |
| Аруба                               | 76,35 | 73,70 | 78,78 | 5,08 | 75,26               | 0,76                | 76,02               | −0,61               | 75,41               | −1,75               | 73,66               | 2,57                | 76,23               | 0,13                | 76,35               | 0,33            | 1,09            |
| Барбадос                            | 76,18 | 73,63 | 78,61 | 4,98 | 75,93               | 0,57                | 76,50               | 0,15                | 76,65               | −0,07               | 76,58               | −0,90               | 75,68               | 0,50                | 76,18               | −0,32           | 0,25            |
| Гренада                             | 75,20 | 72,36 | 78,36 | 5,99 | 75,05               | −0,07               | 74,97               | 0,05                | 75,02               | −0,50               | 74,52               | 0,63                | 75,15               | 0,05                | 75,20               | 0,23            | 0,16            |
| Багамские Острова                   | 74,55 | 70,91 | 78,19 | 7,28 | 74,03               | −2,62               | 71,41               | 1,59                | 72,99               | −2,24               | 70,75               | 3,74                | 74,49               | 0,06                | 74,55               | 3,14            | 0,52            |
| Доминиканская Республика            | 73,72 | 70,53 | 76,97 | 6,44 | 73,14               | −0,03               | 73,11               | −0,48               | 72,64               | −0,88               | 71,76               | 2,45                | 74,21               | −0,49               | 73,72               | 0,61            | 0,58            |
| Тринидад и Тобаго                   | 73,49 | 70,38 | 76,68 | 6,31 | 72,90               | −0,06               | 72,84               | −0,19               | 72,64               | −1,53               | 71,11               | 2,22                | 73,33               | 0,16                | 73,49               | 0,65            | 0,59            |
| Мир                                 | 73,33 | 70,95 | 75,84 | 4,89 | 71,78               | 1,09                | 72,87               | −0,68               | 72,18               | −0,97               | 71,22               | 1,75                | 72,97               | 0,36                | 73,33               | 0,46            | 1,55            |
| Малые страны Карибского бассейна    | 73,03 | 69,82 | 76,36 | 6,54 | 71,26               | 0,56                | 71,82               | −0,19               | 71,63               | −2,23               | 69,40               | 3,21                | 72,61               | 0,42                | 73,03               | 1,22            | 1,77            |
| Сент-Люсия                          | 72,70 | 69,31 | 76,30 | 6,99 | 72,68               | −0,43               | 72,25               | 0,06                | 72,31               | −3,19               | 69,12               | 3,55                | 72,67               | 0,03                | 72,70               | 0,45            | 0,02            |
| Сент-Китс и Невис                   | 72,14 | 68,57 | 76,02 | 7,45 | 71,23               | 0,31                | 71,54               | −0,36               | 71,18               | −1,91               | 69,27               | 1,04                | 70,31               | 1,83                | 72,14               | 0,60            | 0,92            |
| Ямайка                              | 71,48 | 68,97 | 73,99 | 5,02 | 72,36               | −0,83               | 71,53               | −0,08               | 71,45               | −2,37               | 69,08               | 2,40                | 71,48               | 0,00                | 71,48               | −0,05           | −0,88           |
| Сент-Винсент и Гренадины            | 71,23 | 68,66 | 74,31 | 5,65 | 70,36               | 0,64                | 70,99               | −1,39               | 69,61               | −0,47               | 69,13               | 2,06                | 71,19               | 0,04                | 71,23               | 0,24            | 0,88            |
| Доминика                            | 71,13 | 68,21 | 74,55 | 6,33 | 71,19               | 0,12                | 71,31               | −0,04               | 71,27               | −1,44               | 69,83               | 1,25                | 71,08               | 0,05                | 71,13               | −0,17           | −0,06           |
| Гаити                               | 64,94 | 61,73 | 68,30 | 6,57 | 62,97               | 1,36                | 64,33               | −0,55               | 63,77               | −1,16               | 62,61               | 1,34                | 63,95               | 0,99                | 64,94               | 0,61            | 1,97            |